# Европейский директорат по качеству лекарственных средств для здравоохранения
Европе́йский директора́т по ка́честву лека́рственных средств и здравоохране́ния (ЕДКЛС) (англ. European Directorate for the Quality of Medicines Совета Европы, ЕДКЛС — EDQM) несет ответственность за функционирование Технического секретариата Комиссии Европейской фармакопеи. Он сформировался в современном варианте в 1996 году, и на сегодня включает Технический секретариат Комиссии Европейской фармакопеи, длительное время именуемый собственно Европейской фармакопеей и основанный в 1964 году силами Конвенции по разработке Европейской фармакопеи, и другие, недавно сформированные службы поддержки, которые относятся к осуществлению Европейской фармакопеи — такие как служба сертификации пригодности фармакопейных статей и Европейская Сеть Официальных Контрольных Лабораторий (ОКЛЛС) для лекарственных средств для здравоохранения и ветеринарии (организованы в 1995 году).
Базируется в Страсбурге (Франция), в месторасположении Совета Европы, к которому он относится.

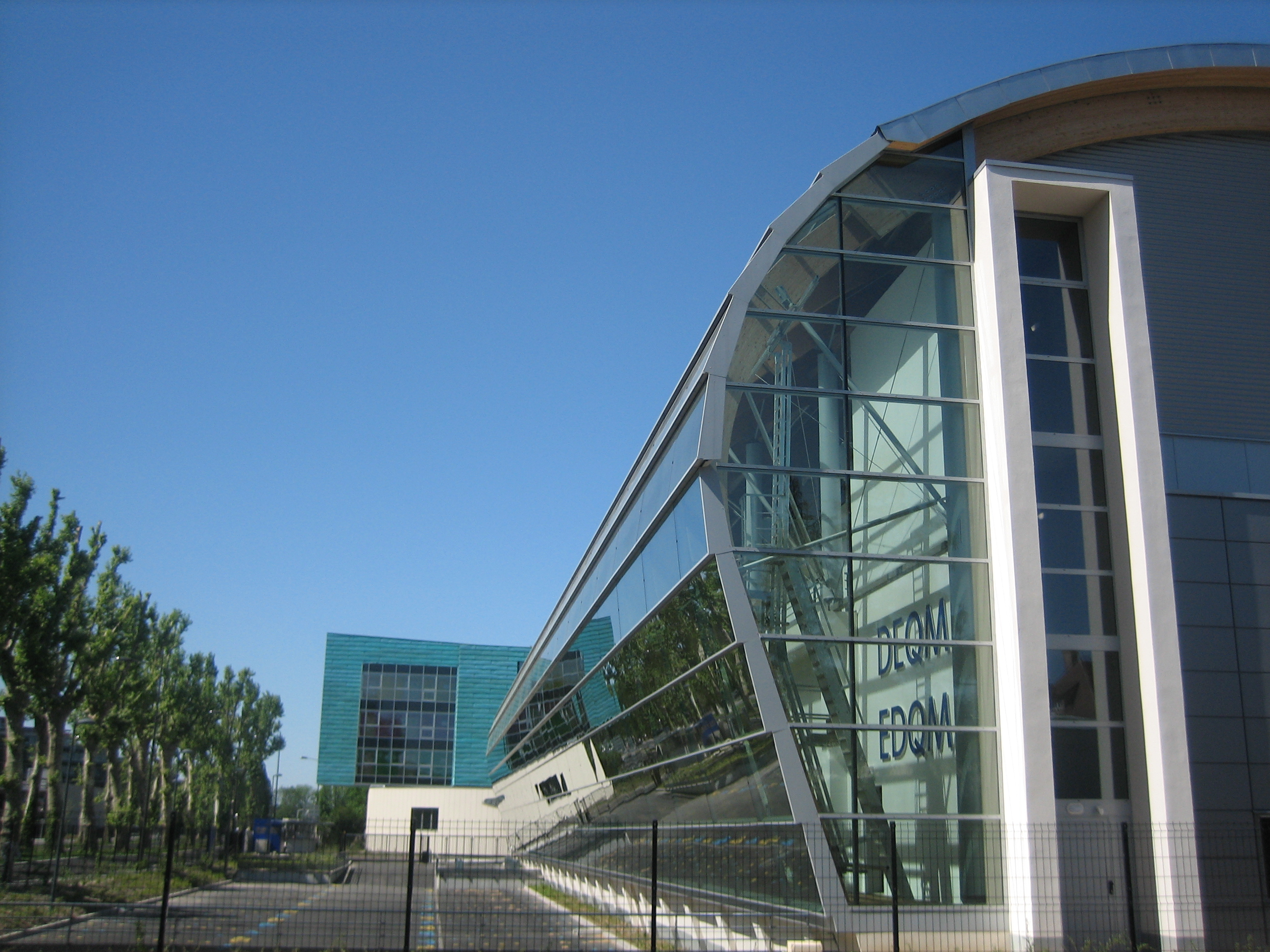
Месторасположение ЕДКЛС

## Штат
Персонал в количестве 180 человек (в июле 2007 года) состоит из фармацевтов, химиков, биохимиков, биологов, лаборантов, фармацевтов, специализированных секретарей, инженеров ИТ и программистов, специализированных переводчиков, статистиков, архивных работников, а также административного и обслуживающего персонала. Все вместе сотрудники представляют около 20 разных национальностей.

## Ответственность
ЕДКЛС ответственен за функционирование Технического секретариата Комиссии Европейской фармакопеи. Технический Секретариат отвечает за:
- подготовку, публикацию принятых текстов (версий для печати, СД-РОМ’ов и Интернета) и за распространение Европейской фармакопеи и других публикаций;
- экспериментальную проверку текстов в лабораторных условиях; эта лаборатория также выполняет аналитические исследования и организует совместные исследования по установлению химических и биологических эталонов и препаратов Европейской фармакопеи;
- приготовление, обращение и рассылку стандартных образцов Европейской фармакопеи;
- организацию регулярных конгрессов по новым научным и техническим вопросам, а также семинаров и тренинговых сессий по вопросам, связанным с Европейской фармакопеей.

ЕДКЛС также ответственен за организационные мероприятия, относящиеся к проведению сертификации пригодности статей Европейской фармакопеи. Новая Директива Европейского союза (Директива 2003/63/ЕС) применительно к досье на получение регистрационного свидетельства для лекарственных средств обязывает ссылаться на частные и общие статьи Европейской фармакопеи; она также упоминает использование сертификатов пригодности статей Европейской фармакопеи применительно к регистрации для того, чтобы показать соответствие субстанций, использованных производителями, этим спецификациям.
Для этой процедуры ЕДКЛС предоставляет административную координацию и секретариат; в оценке полученных досье участвуют более 80 национальных специалистов в качестве экспертов и членов-корреспондентов (от 250 до 400 досье в год).
Совместно с ЕС ЕДКЛС также ответственен за проведение ряда мероприятий, относящихся к надзору за фармацевтическими продуктами, распространяемыми в Европе на рынке и помимо него. Как часть своих надзорных мероприятий за маркетируемыми лекарственными средствами ЕДКЛС координирует Европейскую сеть официальных контрольных лабораторий для ЛС (ОКЛЛС); эта деятельность была начата по запросу со стороны ЕС. В упомянутой сети сотрудничают более 100 официальных контрольных лабораторий приблизительно в 40 странах. В Европе подобная деятельность существенна для поощрения взаимного доверия между странами к выполняемым контрольным анализам лекарственных средств. а также для обеспечения того, чтобы больные получали фармацевтические продукты одинакового качества.

## Организация надзора
ЕДКЛС организует общие надзорные рыночные исследования по продуктам, распространяемым на рынке по всей Европе (36 стран). Например, анализ качества содержащих антибиотики гранул и порошков, препаратов лекарственных растений и т.д. Он также организует испытание ряда биологических продуктов (препаратов крови и вакцин) при разработке со стороны ОКЛЛС и для них европейских методик исследования для выпуска серий таких продуктов. Наконец, он организует рыночный надзор за продуктами, которые получили центральное регистрационное свидетельство ЕС в соответствии с программой работы, установленной со стороны Европейского агентства лекарственных средств (ЕАЛС — EMEA, Лондон).

## Расширение ответственности
Начиная с 2007 года, ЕДКЛС расширил пределы своей ответственности на две новые области: переливание крови и трансплантацию органов. Он ответственен за установление стандартов качества и безопасности органов и веществ, происходящих из организма человека, крови и препаратов её. Соответственно было изменено название на Европейский Директорат по качеству лекарственных средств и здравоохранения. Но он сохранил прежний акроним ЕДКЛС.

## Сотрудничество с Российской Федерацией
Наметилось несколько направление для взаимовыгодного сотрудничества ЕДКЛС и РФ:
- С 2006 года Российская Федерация и её фармакопея получили статус наблюдателя в сессиях Комиссии Европейской фармакопеи с перспективой стать действительным членом ЕФ. В РФ это рассматривается как окно в Европу для российского фармацевтического бизнеса. В 2008 году Руководство Росздравнадзора РФ, представители Минздравсоцразвития, Ассоциации международных фармпроизводителей участвовали во встрече с руководителями ЕДКЛС по обсуждению вопросов издания ЕФ на русском языке, создания русскоязычного сайта ЕДКЛС и получения РФ статуса члена ЕФ.
- Руководители ЕДКЛС планируют включить РФ в Европейскую сеть официальных контрольных лабораторий для ЛС (ОКЛЛС) [3]; эта деятельность поддерживается со стороны ЕС. В упомянутой сети уже сотрудничают более 100 официальных контрольных лабораторий приблизительно в 40 странах. Инспекция ряда российских официальных контрольных лабораторий для ЛС, предпринятая руководителями ЕДКЛС, показала их соответствие европейским стандартам. В ЕС подобная деятельность проводится для поддержания взаимного доверия между странами к выполняемым контрольным анализам лекарственных средств, для обеспечения того, чтобы больные получали фармацевтические продукта одинакового качества на всей территории Европы.

## Руководство
Нынешним директором ЕДКЛС является доктор Сюзанна Кайтель (немка), которая 1 октября 2007 года сменила доктора Агнес Артиж (француженку).